# رودلف إيبرهارد
رودلف إيبرهارد (بالألمانية: Rudolf Eberhard)‏ هو سياسي ألماني، ولد في 1 نوفمبر 1914 بنورنبرغ في ألمانيا، وتوفي في 26 ديسمبر 1998 بميونخ في ألمانيا. حزبياً، نشط في الاتحاد الاجتماعي المسيحي. انتخب عضو مجلس الشورى الموحد لبافاريا.

## روابط خارجية
- رودلف إيبرهارد على موقع مونزينجر (الألمانية)